# Розподіл Бейтса
У теорії ймовірності та статистиці, розподіл Бейтс, названий на честь Ґрейс Бейтс, це ймовірнісний розподіл середнього послідовності статистично незалежних рівномірно розподілених випадкових величин на одиничному інтервалі. Цей розподіл іноді плутають з розподілом Ірвіна–Галла, яка є розподілом суми (не середнього) n незалежних випадкових величин, рівномірно розподілених з інтервалу [0, 1].

## Означення
Розподіл Бейтса - це неперервний розподіл ймовірностей в середнього, X, n незалежних рівномірно розподілених випадкових величин з одиничного інтервалу, Ui:
{\displaystyle X={\frac {1}{n}}\sum _{k=1}^{n}U_{k}.}
Рівняння, що визначає функцію щільності розподіленої за Бейтсом випадкової величини Х є
{\displaystyle f_{X}(x;n)={\frac {n}{2(n-1)!}}\sum _{k=0}^{n}(-1)^{k}{n \choose k}(nx-k)^{n-1}\operatorname {sgn}(nx-k)}
для Х з інтервалу (0,1), і нуль поза ним. Тут sgn(nx - k) позначає знак функції:
{\displaystyle \operatorname {sgn}(nx-k)={\begin{cases}-1&nx<k\\0&nx=k\\1&nx>k.\end{cases}}}
Більш узагальнено, середнє n незалежних рівномірно розподілених випадкових величин на відрізку [а,b]
{\displaystyle X_{(a,b)}={\frac {1}{n}}\sum _{k=1}^{n}U_{k}(a,b).}
матиме функцію щільності  
{\displaystyle g(x;n,a,b)=f_{X}\left({\frac {x-a}{b-a}};n\right){\text{ for }}a\leq x\leq b}
Таким чином, щільність розподілу
{\displaystyle f(x)={\begin{cases}\sum _{k=0}^{n}(-1)^{k}{\binom {n}{k}}\left({\frac {x-a}{b-a}}-k/n\right)^{n-1}\operatorname {sgn} \left({\frac {x-a}{b-a}}-k/n\right)&{\text{if }}x\in [a,b]\\0&{\text{otherwise}}\end{cases}}}

## Надбудови розподілу Бейтс
Замість ділити на n можна також використовувати √n щоб створити аналогічний розподіл зі сталою дисперсією (наприклад одиничною). Віднімаючи середнє можна створити розподіл з нульовим середнім. Таким чином, параметр n став суто параметром регулювання форми, і отримуємо розподіл, яке охоплює рівномірний, трикутний і, асимптотично, також нормальний розподіл. 

Дозволяючи неціле значення n отримаємо досить гнучкий розподіл (наприклад, В(0,1) + 0.5U(0,1) дає трапезоїдний розподіл). Насправді t-розподіл Стюдента є природним продовженням нормального розподілу для моделювання даних з грубими хвостами. І такий узагальнений розподіл Бейтса аналогічно для даних з худими хвостами (ексцес < 3).